# Lophoturus okinawai
Lophoturus okinawai är en mångfotingart som först beskrevs av Nguyen Duy-Jacquemin och Bruno Condé 1982.  Lophoturus okinawai ingår i släktet Lophoturus och familjen Lophoproctidae. Inga underarter finns listade i Catalogue of Life.